# Tropikvögel
Die Tropikvögel (Phaethon) sind eine Gattung von Seevögeln tropischer Ozeane, die drei eng miteinander verwandte und sehr ähnliche Arten umfasst. Sie werden in eine eigene Familie (Phaethontidae) und eine eigene Ordnung (Phaethontiformes) gestellt. Die Vögel sind schlank und größtenteils weiß, Kopf und Flügel sind schwarz gezeichnet. Das innere Paar der Schwanzfedern ist bei den Altvögeln extrem verlängert, während der Schwanz der Jungtiere keilförmig ist.

## Merkmale
Entfernt erinnern Tropikvögel an Seeschwalben, sind aber größer als diese. Ihre Körperlänge beträgt etwa 50 cm (ohne die verlängerten Schwanzfedern), die Flügelspannweite etwa 1 m. Das Gewicht liegt zwischen 300 und 750 g. Das völlig wasserabweisende Gefieder ist weiß, davon scharf abgesetzt sind schwarze Augenstreifen und schwarze Flügelmarkierungen. Manchmal ist das Gefieder rosa- oder orangefarben überhaucht.
Auffallend sind die zwei mittleren Schwanzfedern, die manchmal mehr als körperlang sind. Sie nützen sich sehr schnell ab, sodass sie häufig ersetzt werden. Bei zwei der drei Arten sind diese Federn weiß, beim Rotschwanz-Tropikvogel leuchtend rot. Sie spielen bei der Balz eine Rolle, vielleicht auch als Hilfen zum Halten des Gleichgewichts im Flug.
Die Beine sind kurz und setzen weit hinten am Körper an. Da die Füße auch noch sehr klein sind, bewegen sich Tropikvögel an Land sehr unbeholfen. Dabei schieben sie ihren Bauch über den Grund und können nur kurze Strecken zurücklegen. Der Schnabel ist groß, schlank und spitz; er ist leuchtend rot oder gelb gefärbt.
Die mit Schwimmhäuten verbundenen vier Zehen sind das einzige auffällige Merkmal, das Tropikvögel mit den Ruderfüßern gemeinsam haben, in deren taxonomische Nähe sie früher gestellt wurden (s. Abschnitt Systematik). Anders als diese haben Tropikvögel eine befiederte Kehle und deutlich sichtbare Nasenöffnungen.
Einen ausgeprägten Geschlechtsdimorphismus gibt es nicht; allenfalls sind beim Männchen die Farben etwas kräftiger und glänzender.

## Verbreitung und Lebensraum
Alle Arten sind außerordentlich weit verbreitet: Der Rotschwanz-Tropikvogel ist über dem Indischen und Pazifischen Ozean zu finden, die anderen beiden Arten sogar über allen drei Ozeanen. Bevorzugt wird eine Wassertemperatur zwischen 24 und 30 °C, sodass Tropikvögel meistens innerhalb der Wendekreise vorkommen. Sie verbringen die meiste Zeit ihres Lebens in der Luft. Oft trifft man sie mehrere hundert Kilometer von jeder Küste entfernt an. Nur zum Brüten kommen sie an Land, und dies nur auf entlegenen Inseln oder unzugänglichen Küstenabschnitten, wo keine Gefahr durch Landraubtiere droht. Als einzige Art erscheint der Rotschnabel-Tropikvogel, der unter anderem auch auf einigen Inseln im Roten Meer brütet, gelegentlich in der Nähe südeuropäischer Küsten.

## Lebensweise

### Ernährung
Sie jagen als Stoßtaucher Fische und Kopffüßer, wobei sie eine Technik ähnlich jener der Tölpel anwenden: Aus 25 m Höhe und mehr stoßen sie mit halb geöffneten Flügeln auf Beutetiere hinab, die sie dicht unter oder an der Wasseroberfläche erbeuten. Besonders häufig werden Fliegende Fische und fliegende Kalmare gejagt, die ohne Berührung der Wasseroberfläche erbeutet werden können.

### Fortpflanzung

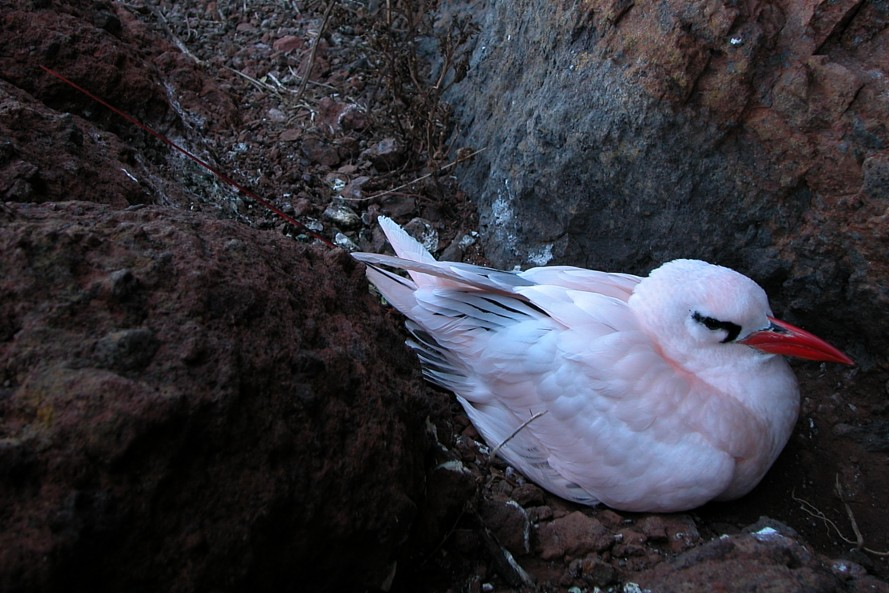
Rotschwanz-Tropikvogel

Tropikvögel werden im Alter von 3–4 Jahren geschlechtsreif. Die Tiere brüten auf tropischen Inseln, wo sie kleine Kolonien mit wenig sozialer Interaktion bilden. Die Brutstätten können sich auf unzugänglichen Klippen befinden, auf kleinen Inseln, auf denen keine Gefahr durch Bodenprädatoren droht, aber auch an sandigen Küstenabschnitten, unter der Vegetation versteckt. Auf der Weihnachtsinsel brüten Tropikvögel sogar in Bäumen im gebirgigen Inneren der Insel. Regional ist die Brutzeit sehr verschieden; oft fällt sie in den Frühling und Sommer, auf manchen Inseln gibt es aber das ganze Jahr über brütende Individuen.
Der Brut geht ein spektakulärer Balzflug voraus. Hierzu sammeln sich zunächst mehrere Tropikvögel einer Kolonie und fliegen laut rufend in der Nähe der Brutplätze auf und ab. Wenn sich ein Paar gefunden hat, löst es sich von den anderen. Die Partner steigen gemeinsam in große Höhe auf, um synchron bis zu einige hundert Meter abwärts zu gleiten. Dabei fliegt typischerweise ein Partner direkt über dem anderen und senkt die Flügel, während der untere seine Flügel hebt. So berühren sich die Flügelspitzen nahezu. Außerdem werden oft die verlängerten Schwanzfedern abwärts gebogen, sodass sie den Partner berühren, oder sie werden hin und her geschwenkt. Die Partner tauschen bei den Sinkflügen oft die Rollen.
Letztlich landet das Paar an einer geeigneten Niststätte und kopuliert meist sofort nach der Landung. Wenn der Untergrund es erlaubt, wird eine kleine Mulde für das Ei gegraben; ein Nest wird nicht gebaut. Sind geeignete Niststätten rar, kann es zu Kämpfen um solche Plätze kommen. Dabei hacken die Kontrahenten mit den Schnäbeln auf den Kopf des jeweils anderen ein. Sind sie erfolgreich, muss das zuvor an der Stelle brütende Paar sein Ei oder sein Junges aufgeben. Die ständigen Kämpfe führen dazu, dass an manchen Orten nur 30 % der Bruten erfolgreich sind. Diese Aggressivität nutzen Tropikvögel auch gegen andere Arten: So vertreiben sie manchmal erfolgreich Sturmvögel und übernehmen deren Niststätten.
Ein einziges Ei wird gelegt. Die Eier der Tropikvögel sind extrem variabel; es gibt weiße, graue, braune oder rote Eier, manche einfarbig, andere gepunktet oder gefleckt. Dies ist ein weiterer Unterschied zu den anderen Familien der Ruderfüßer, bei denen ausschließlich weiße Eier vorkommen. Das Ei wird 40 bis 46 Tage von beiden Partnern bebrütet. Das Junge wird anfangs mit vorverdauter Nahrung gefüttert, die der Elternvogel in den Schlund des Jungen würgt. Mit der Zeit wird es häufiger allein gelassen, die Abstände zwischen den Fütterungen werden größer, und im Alter von 70 bis 90 Tagen unternimmt es seinen ersten Flug und kehrt nicht mehr zur Niststätte zurück.
Das maximale Alter der Tropikvögel ist unbekannt, übersteigt aber in jedem Fall zwanzig Jahre.

## Stammesgeschichte
Tropikvögel sind eine sehr alte Vogelfamilie. Die Gattungen Lithoptila und Prophaethon tauchten bereits im Paläozän und Eozän auf, allerdings wurde gelegentlich bezweifelt, dass es sich hierbei wirklich um echte Tropikvögel handelte; zumindest ist es üblich geworden, die Gattung in einer eigenen Familie Prophaethontidae abzutrennen.
Der älteste zweifelsfreie Tropikvogel stammt aus dem Miozän Australiens und gehört der ausgestorbenen Gattung Heliadornis an. Diese Gattung wurde auch in Europa gefunden, war also offenbar sehr weit verbreitet.

## Systematik
Traditionell wurden Tropikvögel in die Ordnung der Ruderfüßer gestellt. Von den anderen Vertretern der Ordnung weichen sie aber so stark ab, dass sie oft in einer Unterordnung Phaethontes abgetrennt wurden. In jüngerer Zeit häufen sich allerdings die Hinweise, dass Tropikvögel weder mit den Ruderfüßern noch mit einer anderen Vogelordnung enger verwandt sind. Sie werden deshalb seit kurzem in eine eigene Ordnung gestellt, die Phaethontiformes.
Drei Arten werden unterschieden:
- Rotschnabel-Tropikvogel (Phaethon aethereus), 60–100 cm lang, lebt im tropischen Atlantik, Ostpazifik und im Indischen Ozean. Mit weltweit weniger als 10.000 Brutpaaren ist diese Art wahrscheinlich die seltenste.
- Weißschwanz-Tropikvogel (Phaethon lepturus), 40–80 cm lang, in tropischen Gewässern außer dem Ostpazifik weitverbreitet
- Rotschwanz-Tropikvogel (Phaethon rubricauda), 45–90 cm lang, lebt im Indischen Ozean und im Pazifik

## Menschen und Tropikvögel
Während der deutsche Name Tropikvogel lediglich auf die tropische Heimat dieser Vögel verweist, haben vor allem englischsprachige Seefahrer den Tropikvögeln phantasievollere Namen gegeben. Am weitesten verbreitet ist der Name bosunbird (bosun = „Bootsmann“), vermutlich wegen des Rufs, der an das Trillern einer Bootsmannspfeife erinnert. Die Namen marlinspike (=„Marlspieker“) und strawtail („Strohschwanz“) beziehen sich auf Form und Aussehen der langen Schwanzfedern. Sie wurden auch noddys („Schlafmützen“) genannt, weil sie sich leicht fangen ließen. Schließlich leitet sich der Gattungsname Phaethon von Phaëthon ab, dem Sohn des Gottes Helios in der griechischen Mythologie, der für einen Tag den Sonnenwagen über den Himmel ziehen durfte.
Von jeher werden Tropikvögel von den Bewohnern tropischer Inseln genutzt. Polynesier verwendeten die Federn häufig als Schmuck, und Kariben aßen Eier und Fleisch der Tiere. Noch heute werden Nester mancherorts geplündert. Auf der Weihnachtsinsel wurden die Tropikvogelkolonien durch Eierraub nahezu vernichtet, erholen sich aber seit Einführung von Schutzgesetzen im Jahr 1977 wieder.
Eine viel größere Bedrohung der Tropikvögel sind Bodenprädatoren. Die Inseln, auf denen diese Vögel brüten, sind oft so abgelegen, dass dort keine Säuger zu fürchten waren. Später setzten Seefahrer dort Katzen und Ratten aus, mit verheerenden Folgen für die einheimische Fauna. Auf solchen Inseln gelingt die Brut nur noch auf unzugänglichen Klippen. Eine Untersuchung auf dem Kure-Atoll hat ergeben, dass dort in manchen Jahren 100 % der Eier und Jungen der Pazifischen Ratte zum Opfer fallen.